# Susanne König
Susanne König (* 30. Mai 1974 in Satu Mare, Sozialistische Republik Rumänien) ist eine ehemalige deutsche Säbelfechterin und deutsche Meisterin.

## Leben
Sie ist eine der Nationalfechterinnen sathmarschwäbischer Abstammung, ebenso wie Zita Funkenhauser, Monika Weber und ihre jüngere Schwester Rita König.
Sie focht für den FC Tauberbischofsheim.

## Erfolge
2000 gewann sie bei den Deutschen Fechtmeisterschaften im Säbel-Einzel.
2001 wurde sie in Koblenz Mannschaftseuropameisterin zusammen mit Sandra Benad, Stefanie Kubissa und Sabine Thieltges.
2004 nahm sie an den Olympischen Spielen in Athen teil und belegte im Einzel den 17. Platz.